# Morze Mawsona
Morze Mawsona – przybrzeżne morze Oceanu Południowego, przy brzegach Antarktydy Wschodniej, na wschód od Morza Davisa. Znajduje się pomiędzy zatoką Vincennes a Lodowcem Szelfowym Shackletona. Przez większą część roku jest pokryte lodem pływającym z dużą liczbą gór lodowych. Na wybrzeżu znajduje się australijska stacja badawcza Casey.
Nazwę akwenu nadano dla uczczenia brytyjskiego geologa i badacza Antarktydy Sir Douglasa Mawsona.